# 渚健二
渚 健二（なぎさ けんじ、1939年9月11日 - 2024年3月25日）は、日本の俳優。本名、田中 祥雅。
東京府（現・東京都）出身。東京都立目黒高等学校卒業。松竹芸能、葦事務所に所属していた。
元妻は元女優の江村奈美で、『戦え! マイティジャック』での共演がきっかけで結婚した。

## 出演作品

### テレビドラマ
NHK
- 事件記者 第184話「小指」（1964年）
- あしたの家族 〜わが道〜（1965年）
- あしたの家族（1965年 - 1967年）
- 青葉の頃（1967年）
- ひまわりさん（1967年）
- 大河ドラマ / 竜馬がゆく（1968年） - 中島作太郎
- 終りなき負債（1977年）

NTV
- 渚と潮（1961年）
- 桐の木の家（1962年）
- ダイヤル110番
  - 第308話「死損ないの奴ら」（1963年）
  - 第360話「彼等の悪い夏」（1964年）
- 夫婦百景 第326話「おっとり女房」（1964年）
- これが青春だ（1966年 - 1967年） - 赤垣竜三
- 太陽野郎 第7話「札つきはごめんだ!」（1967年）
- こんにちは結婚 第16話「歯ブラシさん」（1968年）
- 妻に来たラブレター（1968年）
- でっかい青春 第25話「ゴリラ隊長」（1968年）
- 東京バイパス指令 第11話「狂犬」（1969年）
- 弥次喜多隠密道中 第24話「過去を持つ男」（1972年）
- 太陽にほえろ! 第178話「リスと刑事」（1975年）

TBS
- 純愛シリーズ ※主演
  - 第8話「小さなデイト」（1961年） - 照夫
  - 第112話「波にいどむ群像」（1963年） - 山内孝
- 寒い朝（1963年）
- 虹の鉄橋（1964年）
- 嫁さん（1964年）
- おかあさん 第2シリーズ
  - 第254話「影」（1964年） - 繁夫
  - 第334話「春雷」（1966年）
- 七人の刑事 第2シーズン（1964年）
  - 第4話「幻の子ども」
  - 第6話「家族会議・母」
- 母子草（1964年）
- なせばなる（1966年）
- 渥美清の泣いてたまるか 第20話「ハイ、電報です」（1966年）
- フジ三太郎 第24話「仰げば尊し」（1969年）
- 青空にとび出せ! 第21話「パンチョの恋の物語」・第22話「あぁ、一千万円!」（1969年）
- 5人の危険屋 プロフェッショナル 第12話「走れ! 地獄特急」（1969年）
- キイハンター 第187話「ビキニの殺し屋さん今晩おひま？」（1971年）
- 新選組始末記（1977年） - 毛内有之助
- 光る崖 第11話（1977年）

CX
- 裏側の絵（1961年）
- われら青春（1962年 - 1963年）
- かあちゃん（1962年）
- 忍者部隊月光 第1 - 18話（1964年） - 月影 / 月野影也
- 第7の男 第9話「湖上にかける橋」（1964年）
- 銭形平次（大川橋蔵版）
  - 第100話「隠密有情」（1968年）
  - 第275話「浮世花火」（1971年）
- 戦え! マイティジャック（1968年） - 小川喜助
- 東京コンバット（1969年）
  - 第18話「指名手配」
  - 第29話「その女を殺せ」
- 三匹の侍 第6シリーズ 第18話「裏切りの季節」（1969年）
- ミラーマン - 浅井記者
  - 第4話「コバルト60の恐怖」（1971年）
  - 第8話「鋼鉄竜アイアンの大逆襲」（1972年）
  - 第12話「出たっ! シルバークロス」（1972年）
  - 第20話「二大怪獣出現　 ― 深海の用心棒 ―」（1972年）
- お祭り銀次捕物帳 第5話「幽霊かたき討ち」（1972年） - 卯之助
- 二人の素浪人 第10話「殺し屋には死の報酬」（1972年）
- 恐怖劇場アンバランス（1973年）
  - 第8話「猫は知っていた」 - 箱崎英一
  - 第12話「墓場から呪いの手」 - タケシ
- 同心部屋御用帳 江戸の旋風II 第41話「盗人の仁義」（1977年）

NET
- 三条木屋町（1962年）
- 短い短い物語 第108話「トンボの死」（1963年）
- 特別機動捜査隊
  - 第112話「風の中の街」（1963年）
  - 第182話「ある反抗」（1965年）
  - 第229話「枯れた春」（1966年）
  - 第391話「射殺命令707」（1969年）- 平山譲次
  - 第407話「雨の中の女」（1969年）- 安藤豊
  - 第409話「ふたりの女」（1969年）
  - 第413話「麻薬」（1969年）
  - 第424話「北海道を捜せ」（1969年） - 伏屋
  - 第432話「コタンの女」（1970年）
  - 第510話「勝利と敗北」（1971年） - 登
  - 第522話「思い出の女」（1971年） - 石丸
  - 第538話「愚かなる暴走」（1972年） - 橋本
  - 第570話「ホノルル特急002便」（1972年） - 江波
  - 第579話「三船班ハワイへ飛ぶ」（1972年） - トシオ
  - 第588話「南海の復讐」（1973年） - 敏行
  - 第738話「十字架を背う女」（1976年） - 吉野次郎
- 鉄道公安36号
  - 第57話「心の汽笛」（1964年）
  - 第73話「環状線を張れ」（1964年）
  - 第91話「怒りの愛」（1965年）
  - 第128話「瀬戸内海の女」（1965年）
- 判決 第104話「刑事八〇四号法廷」（1964年）
- 誰に告げん（1965年）
- 死人狩り 第2話「暗い家」（1965年）
- 日本任侠伝 第2話「笹川繁蔵」（1969年）
- 五番目の刑事 第11話「白バラは白夜に散った」（1969年）
- 夫よ男よ強くなれ 第13話「バラは痛いぞ!!」（1969年）
- 遠山の金さん捕物帳
  - 第3話「鼠が愛した女」（1970年） - 菊次
  - 第29話「やくざに泣く女」（1971年） - 清次
  - 第110話「あの世から招く女」（1972年） - 忠助
- 素浪人 花山大吉 第99話「お人好しが過ぎていた」（1970年）
- 仮面ライダー 第3話「怪人さそり男」（1971年） - 早瀬五郎（さそり男人間体）
- 緊急指令10-4・10-10 第25話「死を呼ぶ鳩」（1972年） - 小杉弘

12ch
- 寒い朝（1965年）
- プレイガールシリーズ （12ch / 東映）
  - プレイガール
    - 第44話「悪童の性典」（1970年） - 浩一
    - 第73話「八百長恋泥棒」（1970年） - 長野
    - 第79話「スリラー・浴室の死美人」（1970年） - 松木
    - 第81話「男殺しの用心棒」（1970年） - 青山
    - 第89話「傷つけながら愛しあい」（1970年） - 野川
    - 第120話「怪談般若ヶ淵の妖鬼」（1971年） - 堂本
    - 第132話「欲望という名の欠陥車」（1971年） - 正夫
    - 第180話「女はどたんばで勝負する」（1972年） - 西村
    - 第193話「女は裸で嘘をつく」（1972年） - 山崎
    - 第210話「全裸の美女は朝狙え!」（1973年） - 江間文雄

  - プレイガールQ 第54話「男の弱みに強い女」（1975年） - 林田
- ワン・ツウ・アタック! 第4話「青春はまっしぐら」（1971年） - 新井

### 映画
- 高校四年（1957年、日活）※デビュー作[1]
- 狸の大将（1965年、東宝） - 紺野
- 狸の王様（1966年、東宝） - 富山
- 走れ! コウタロー 喜劇・男だから泣くサ（1971年、東宝） - 春川健